# Ouallam
Ouallam (auch: Oualam) ist eine Stadtgemeinde und der Hauptort des gleichnamigen Departements Ouallam in Niger.

## Geographie

### Lage und Gliederung
Ouallam liegt in der südlichen Sahelzone. Die Nachbargemeinden sind Tondikiwindi im Norden, Dingazi im Osten, Simiri im Süden, Kourteye im Südwesten und Sakoïra im Nordwesten.
Die Gemeinde Ouallam besteht aus einem urbanen und einem ländlichen Gemeindegebiet. Das urbane Gemeindegebiet ist in elf Stadtviertel gegliedert. Diese heißen Diaga Koira, Gaotchiré, Goroutché Ganda, Koira Tégui, Kondabey, Mossi Windi, Niamassale, Ouallam, Quartier Administratif, Soudjé und Tchemou Windi. Bei den Siedlungen im ländlichen Gemeindegebiet handelt es sich um 51 Dörfer, 141 Weiler und zwei Lager.

### Klima
In Ouallam herrscht trockenes Wüstenklima vor. Die Niederschlagsmessstation im Stadtzentrum liegt auf 250 m Höhe und wurde 1947 in Betrieb genommen.
|                        | Jan  | Feb  | Mär  | Apr  | Mai  | Jun  | Jul  | Aug  | Sep  | Okt  | Nov  | Dez  |   |      |
| Mittl. Temperatur (°C) | 23,1 | 26,0 | 29,7 | 33,1 | 34,5 | 33,3 | 30,6 | 28,5 | 30,5 | 31,2 | 27,8 | 24,1 | ⌀ | 29,4 |
| Mittl. Tagesmax. (°C)  | 31,0 | 34,3 | 38,2 | 40,8 | 41,0 | 39,2 | 36,0 | 33,3 | 36,2 | 38,0 | 35,9 | 32,1 | ⌀ | 36,3 |
| Mittl. Tagesmin. (°C)  | 15,7 | 18,1 | 20,9 | 24,5 | 27,6 | 27,5 | 25,7 | 24,4 | 25,3 | 24,2 | 19,7 | 16,6 | ⌀ | 22,5 |
|                        |      |      |      |      |      |      |      |      |      |      |      |      |   |      |
| Niederschlag (mm)      | 0    | 0    | 0    | 1    | 5    | 16   | 54   | 98   | 29   | 5    | 0    | 0    | Σ | 208  |
|                        |      |      |      |      |      |      |      |      |      |      |      |      |   |      |
| Sonnenstunden (h/d)    | 10,2 | 10,5 | 10,8 | 11,2 | 11,5 | 11,6 | 10,9 | 9,8  | 10,6 | 10,6 | 10,3 | 10,2 | ⌀ | 10,7 |
|                        |      |      |      |      |      |      |      |      |      |      |      |      |   |      |
| Regentage (d)          | 0    | 0    | 0    | 0    | 1    | 3    | 7    | 9    | 4    | 1    | 0    | 0    | Σ | 25   |
|                        |      |      |      |      |      |      |      |      |      |      |      |      |   |      |
| Luftfeuchtigkeit (%)   | 15   | 12   | 10   | 15   | 28   | 40   | 55   | 67   | 53   | 31   | 18   | 17   | ⌀ | 30,2 |

| 15,7 |

| 18,1 |

| 20,9 |

| 24,5 |

| 27,6 |

| 27,5 |

| 25,7 |

| 24,4 |

| 25,3 |

| 24,2 |

| 19,7 |

| 16,6 |

| 15,7 |

| 18,1 |

| 20,9 |

| 24,5 |

| 27,6 |

| 27,5 |

| 25,7 |

| 24,4 |

| 25,3 |

| 24,2 |

| 19,7 |

| 16,6 |

| N i e d e r s c h l a g | 0   | 0   | 0   | 1   | 5   | 16  | 54  | 98  | 29  | 5   | 0   | 0   |
|                         | Jan | Feb | Mär | Apr | Mai | Jun | Jul | Aug | Sep | Okt | Nov | Dez |

### Natur
Durch die Gemeinde verläuft der auch Faloufa genannte Oberlauf des Trockentals Kori de Ouallam. Im Trockental erstreckt sich der längliche See Mare de Tinga, der westlich des Stadtzentrums beginnt und nach 16 Kilometern beim Dorf Tolkobey Koira Tégui endet.
In Ouallam wurden folgenden Vogelarten beobachtet:
- Iberienraubwürger (Lanius meridionalis)
- Maurensteinschmätzer (Oenanthe hispanica)[5]
- Lerchenlaufhühnchen (Ortyxelos meiffrenii)[6]
- Braunrücken-Goldsperling (Passer luteus)
- Savannentoko (Tockus erythrorhynchus)
- Blaunacken-Mausvogel (Urocolius macrourus)[5]

Es wurde die Schlangenart Weißbauch-Sandrasselotter (Echis leucogaster) gesichtet.

## Geschichte

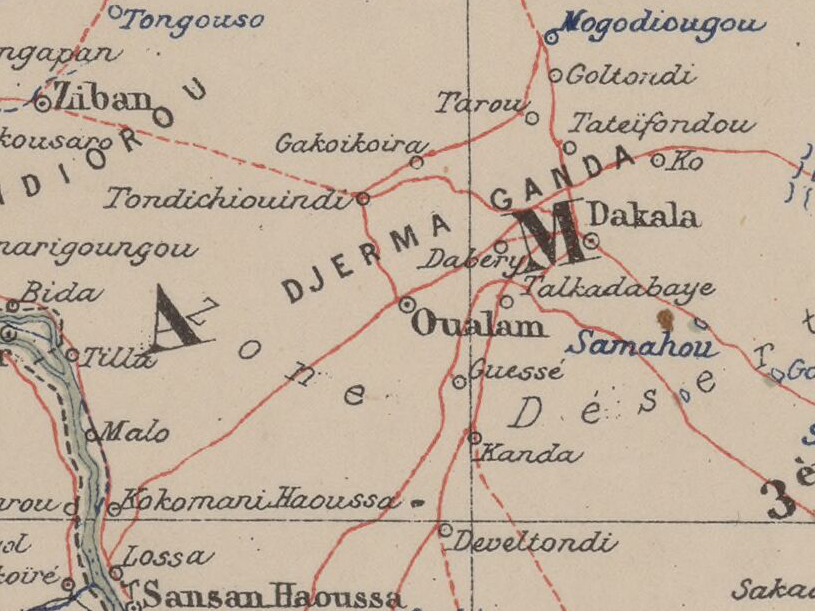
Ausschnitt einer Karte von 1903 mit Ouallam (Oualam) im Zentrum

Der Name der Stadt kommt vom Wort willim, das „Wald“ bedeutet. Das Gebiet von Ouallam war einst stark bewaldet, was sich aufgrund menschlicher Eingriffe und klimatischer Veränderungen drastisch wandelte. Die Unfruchtbarkeit des Bodens führte immer wieder zu Hungersnöten und Massenauswanderungen.

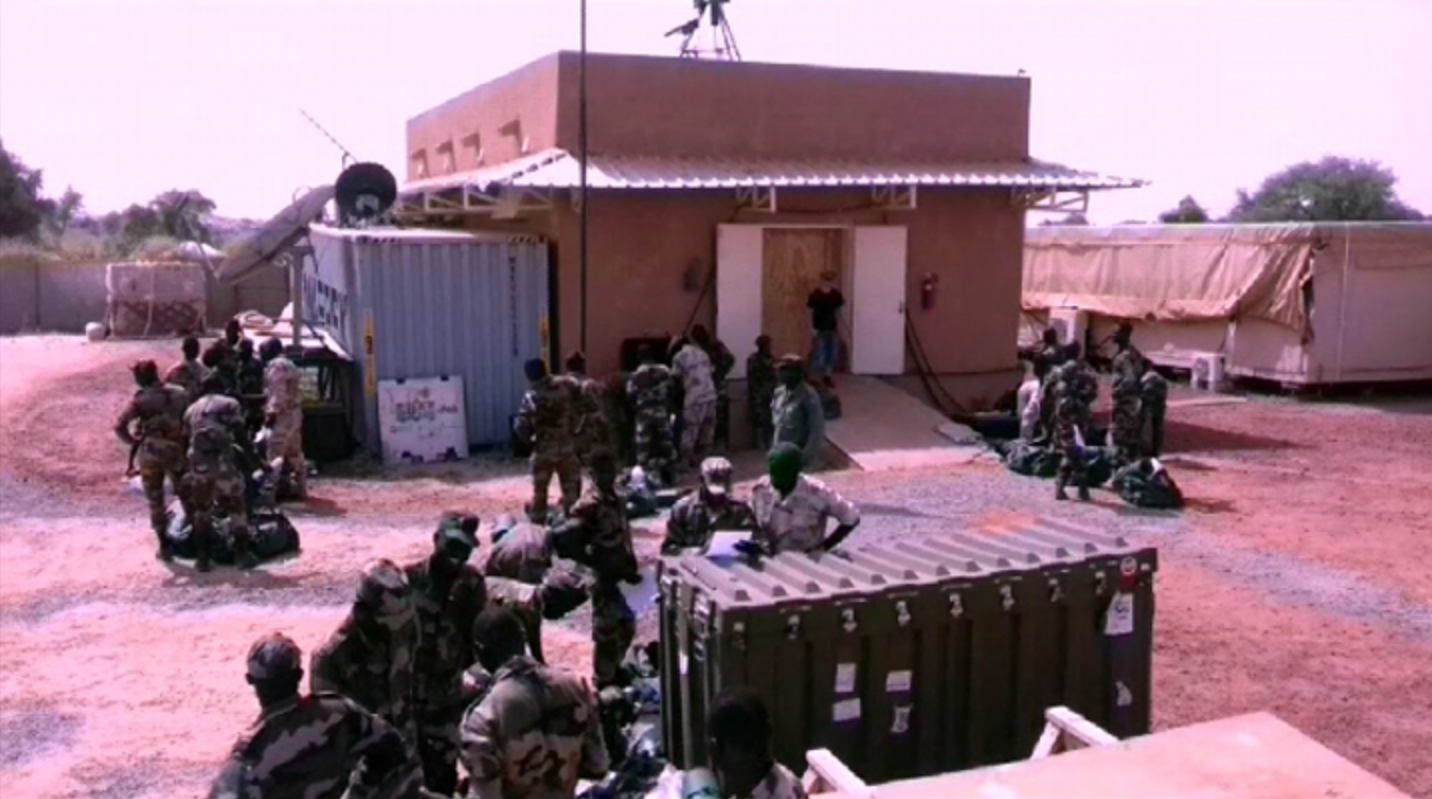
Ein Militärstützpunkt in Ouallam (2019)

Infolge des 2012 beginnenden Konflikts in Nordmali kam es auch im Westen Nigers besonders ab 2019 zu einer Verschlechterung der Sicherheitslage. In der Nähe der Stadt wurde am 9. März 2020 mutmaßlich von der Terrorgruppe Islamischer Staat in der Größeren Sahara der Sohn des früheren Staatspräsidenten Ali Saibou ermordet. Das am 24. Januar 2020 eingerichtete Vertriebenenlager in Ouallam beherbergte im Mai 2022 über 5500 Personen aus 18 Dörfern in den nigrischen Gemeinden Tondikiwindi, Banibangou und Inatès sowie 6000 Flüchtlinge aus Mali. Die deutsche Außenministerin Annalena Baerbock besuchte die Stadt im April 2022.

## Bevölkerung
Bei der Volkszählung 2012 hatte die Stadtgemeinde 68.191 Einwohner, die in 7499 Haushalten lebten. Bei der Volkszählung 2001 betrug die Einwohnerzahl 50.482 in 5420 Haushalten.
Im Stadtgebiet ohne den ländlichen Siedlungen lebten bei der Volkszählung 2012 10.594 Einwohner in 1324 Haushalten, bei der Volkszählung 2001 7486 in 875 Haushalten und bei der Volkszählung 1988 6226 in 706 Haushalten. Bei der Volkszählung 1977 waren es 3712 Einwohner.
In ethnischer Hinsicht ist die Gemeinde ein Siedlungsgebiet von Zarma und Fulbe. Die wichtigste Volksgruppe sind die Zarma. Die Fulbe leben besonders im Norden und Nordwesten des Gemeindegebiets und ziehen in der Regenzeit auf der Suche nach Weideland bis nach Tondikiwindi.

## Politik und Justiz
Der Gemeinderat (conseil municipal) hat 18 gewählte Mitglieder. Mit den Kommunalwahlen 2020 sind die Sitze im Gemeinderat wie folgt verteilt: 7 MNSD-Nassara, 6 MODEN-FA Lumana Africa, 2 PNDS-Tarayya, 2 RPP-Farilla und 1 AMEN-AMIN.
Jeweils ein traditioneller Ortsvorsteher (chef traditionnel) steht an der Spitze von 36 Dörfern im ländlichen Gemeindegebiet.
Die Stadt ist der Sitz eines Tribunal d’Instance, eines der landesweit 30 Zivilgerichte, die unterhalb der zehn Zivilgerichte der ersten Instanz (Tribunal de Grande Instance) stehen. Die Haftanstalt Ouallam hat eine Aufnahmekapazität von 80 Insassen.

## Wirtschaft und Infrastruktur

### Wirtschaft
Die Stadt liegt in einer Zone, in der vor allem Regenfeldbau betrieben wird. Von wirtschaftlicher Bedeutung ist auch die Arbeitsmigration ins Ausland. Am Markt von Ouallam werden Augenbohnen und Getreide nach der nigrischen Hauptstadt Niamey sowie Benin und Nigeria gehandelt. Das staatliche Versorgungszentrum für landwirtschaftliche Betriebsmittel und Materialien (CAIMA) unterhält eine Verkaufsstelle in der Stadt.

### Gesundheit und Bildung
Im Stadtzentrum gibt es ein Distriktkrankenhaus und ein über ein eigenes Labor und eine Entbindungsstation verfügendes Gesundheitszentrum des Typs Centre de Santé Intégré (CSI). Weitere Gesundheitszentren dieses Typs, jedoch jeweils ohne eigenes Labor und Entbindungsstation, sind in den ländlichen Siedlungen Bangou Tawey, Dabré, Harigana, Sargane und Talka Dabey vorhanden.
In Ouallam befindet sich ein Stützpunkt des staatlichen agronomischen Forschungsinstituts Institut National de Recherches Agronomiques du Niger (INRAN). Allgemein bildende Schulen der Sekundarstufe sind der CEG 2 Ouallam, der CEG FA Ouallam und der CES Ouallam. Das Kürzel CEG steht dabei für Collège d’Enseignement Général, das auf einen Schwerpunkt auf die arabische zusätzlich zur französischen Sprache hinweisende Kürzel CEG FA für Collège d’Enseignement Général Franco-Arabe und das Kürzel CES für Collège d’Enseignement Secondaire. Beim Collège d’Enseignement Technique de Ouallam (CET Ouallam) handelt es sich um eine technische Fachschule und beim Centre de Formation aux Métiers de Ouallam (CFM Ouallam) um ein Berufsausbildungszentrum.

### Verkehr

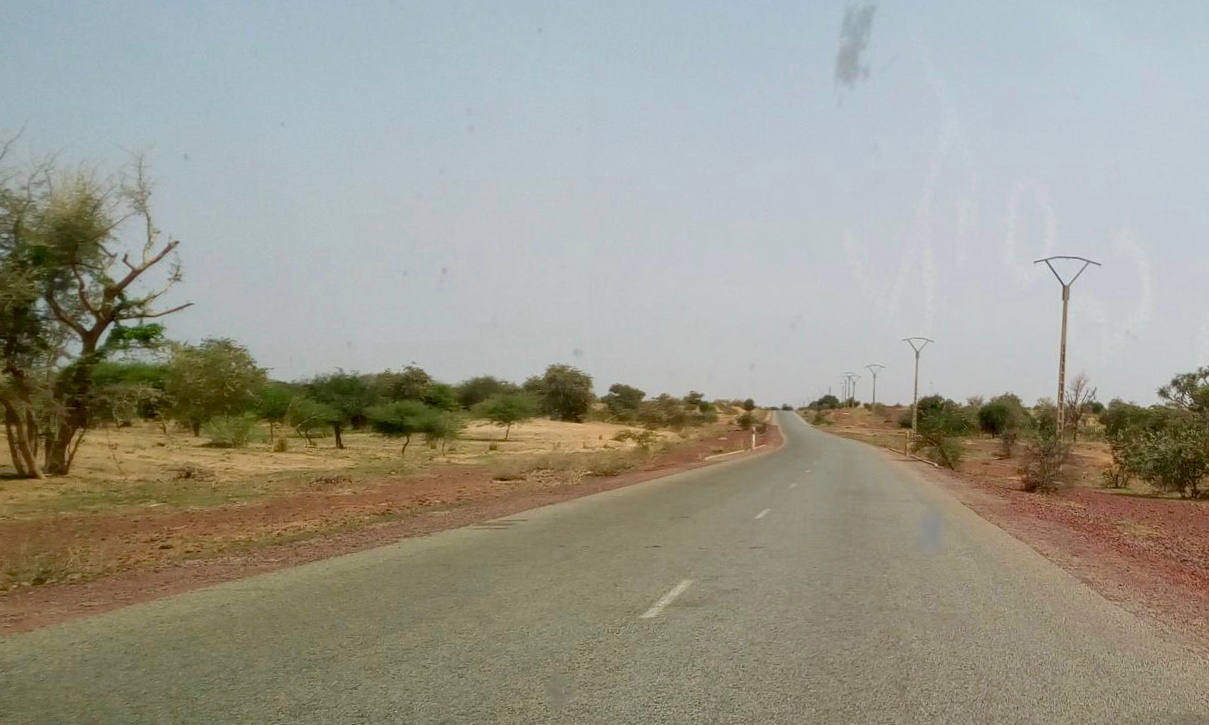
Nationalstraße 24 im Gemeindegebiet von Ouallam (2018)

Durch die Gemeinde, unter anderem durch das Stadtzentrum, verlaufen die 294,7 Kilometer lange Nationalstraße 24 zwischen der Hauptstadt Niamey und der Staatsgrenze zu Mali sowie die 233,5 Kilometer lange Nationalstraße 33 zwischen den Städten Tillabéri und Filingué.
In Ouallam befindet sich ein ziviler Flughafen mit unbefestigter Start- und Landebahn, der Flughafen Ouallam (ICAO-Code: DRRU).

## Gemeindepartnerschaft
Ouallam unterhält eine Gemeindepartnerschaft mit der Communauté d’agglomération du Val d’Orge, einem Verbund der französischen Gemeinden Brétigny-sur-Orge, Fleury-Mérogis, Le Plessis-Pâté, Leuville-sur-Orge, Longpont-sur-Orge, Morsang-sur-Orge, Sainte-Geneviève-des-Bois, Saint-Michel-sur-Orge, Villemoisson-sur-Orge und Villiers-sur-Orge.

## Persönlichkeiten
- Arouna Mounkaïla (1938–2019), Politiker und Diplomat